# 東京逓信病院
東京逓信病院（とうきょうていしんびょういん）は、東京都千代田区にある病院である。

## 概要
1938年（昭和13年）2月、逓信省職員と家族を対象の職域病院として開設された。1986年（昭和61年）3月、保険医療機関指定承認を受け一般開放、郵政省関係者以外の一般の患者の利用も可能となった。郵政民営化に伴い、日本郵政株式会社を開設者とする、日本郵政グループの企業立病院となった。2025年1月8日現在、千代田区選挙管理委員会より、不在者投票のできる施設の1つとして指定されている。

## 沿革
- 1933年（昭和8年）10月 - 南弘逓信大臣が逓信省職域病院を提唱。
- 1934年（昭和9年）2月 - 東京逓信病院後援会設立。
- 1938年（昭和13年）2月 - 東京逓信病院開設。内科・小児科・外科・整形外科・耳鼻咽喉科・眼科・歯科・産婦人科・皮膚泌尿器科・物療科設置。
- 1948年（昭和23年）4月 - 小坂秀雄の設計により東京逓信病院高等看護学院を開設。
- 1949年（昭和24年）6月 - 郵政省発足。開設者が郵政省となる。
- 1972年（昭和47年）4月 - 建替のため、仮病院（現在の管理棟）を建設。仮病院での診療を開始。
- 1982年（昭和57年）4月 - 本病院（現在の診療棟）竣工。本病院での診療を開始。
- 1986年（昭和61年）3月 - 保険医療機関指定承認、一般開放実施。
- 1996年（平成8年）2月 - 救急告示医療機関となる。
- 1999年（平成11年）12月 - 労災保険指定医療機関となる。
- 2001年（平成13年）
  - 1月6日 - 郵政事業庁の発足に伴い、開設者が郵政事業庁となる。
  - 2月 - 川越逓信診療所を統合。
- 2003年（平成15年）
  - 2月 - 足柄逓信診療所・千葉逓信診療所を統合。
  - 4月1日 - 日本郵政公社の発足に伴い、開設者が日本郵政公社となる。
- 2004年（平成16年）6月21日 - 病院機能評価認定取得。
- 2007年（平成19年）10月1日 - 郵政民営化に伴い、日本郵政株式会社が開設者として、同社グループの企業立病院となる。
- 2010年（平成22年）9月 - 人間ドックセンターがリニューアルオープン。
- 2012年（平成24年）10月 - がん相談支援室（現・がん相談支援センター）を設置。
- 2013年（平成25年）
  - 1月 - 緩和ケア病棟を開設。
  - 4月 - IVRセンター設置。
- 2016年（平成28年）
  - 4月 - 乳腺センターを設置。
  - 7月 - 東京都前立腺がん診療連携協力病院の指定を取得。
- 2018年（平成30年）
  - 4月 -
    - 東京都（肺・胃・大腸・乳）がん診療連携協力病院の指定を取得。
    - 東京都難病医療協力病院の認定を取得。

  - 10月 - 東京ダウンセンターを設置。
- 2020年（令和2年）3月 - 地域包括ケア病棟開設。

## 併設施設
いずれも診療棟の東側に隣接する管理棟（医局や事務方社員が勤務する事務室、人間ドックセンターがある建物）の中にある。なお、両棟の間には特別区道が通っており、地下1階で両棟の行き来が可能である。
- 日本郵政株式会社首都圏郵政健康管理センター

東京都・千葉県・栃木県に所在する郵便局等の日本郵政グループ各社事業所に勤務する社員の健康管理を受け持つ産業医・保健師が所属する。元々は当院の組織（健康管理科）であったが、民営化が予測された日本郵政公社当時、社員の健康管理業務と患者への医療業務（逓信病院）を完全に分離するとの方針に基づく組織の再編が行われ、2004年（平成16年）に当院から分離されて発足した。ただし、一事業所としての規模が大きく多数の社員が勤務しているため、元々健康管理室（医務室）が設置されていた霞が関本社ビル・銀座郵便局・新東京郵便局に限り、同センターの直接の受け持ちではなく、健康管理室（医務室）を引き継いだ同センターの分室が置かれている。
- 日本郵政株式会社健康管理事務センター

全国の健康管理施設（郵政健康管理センター、同分室）における会計・調達事務を集中して行う組織。
- 東京薬科大学千代田サテライトキャンパス

## 旧跡・旧建物

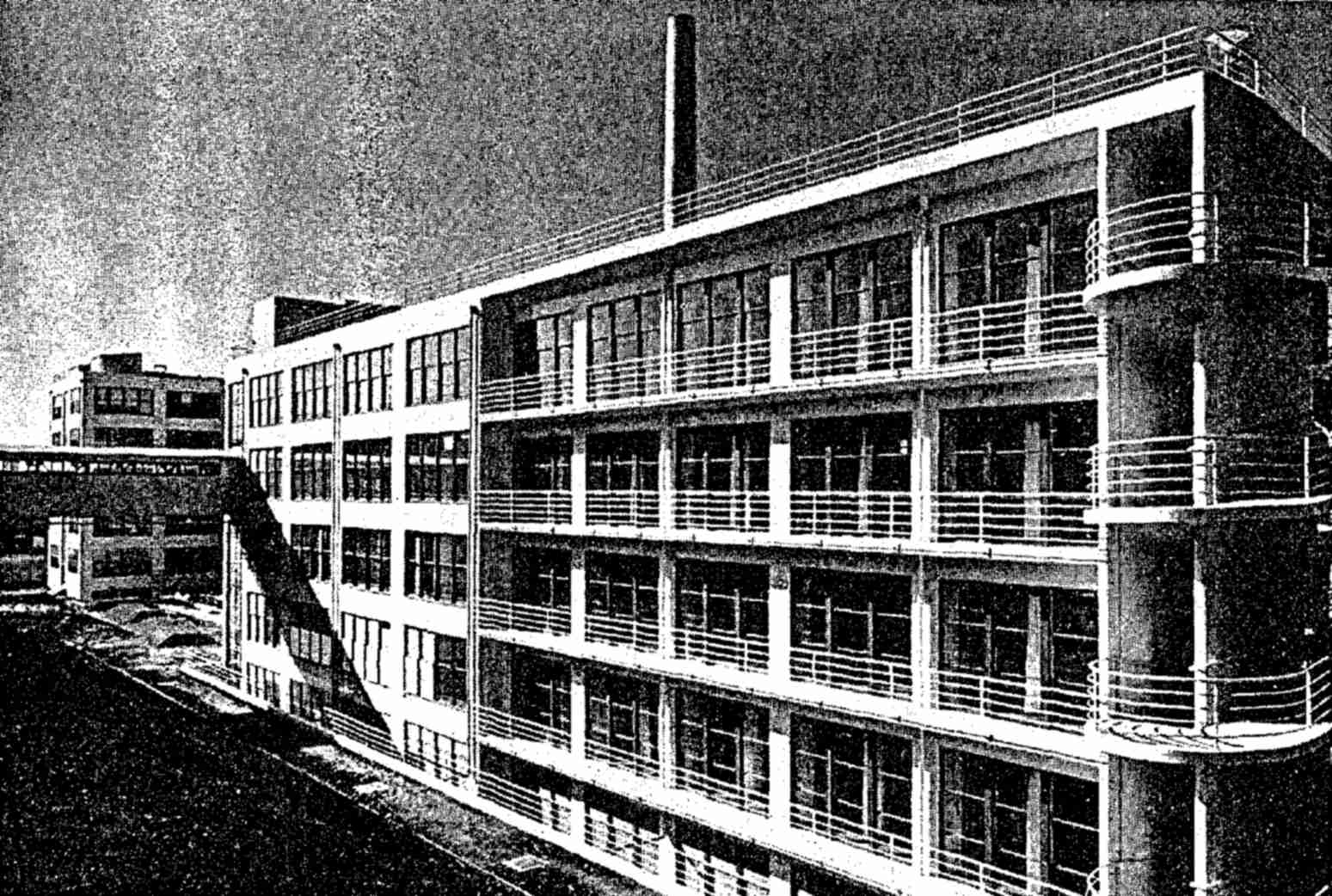
旧建物

現在の東京逓信病院の敷地は福島藩上屋敷時代の敷地をほぼそのままの形で残した遺構である。さかのぼること江戸時代、東京逓信病院のある場所には福島藩の上屋敷があり、明治に入ると福島藩上屋敷跡地に陸軍軍医学校が造られる。更に陸軍軍医学校の土地を活用し東京逓信病院が現在の場所に設立された。
1936年（昭和11年）1月起工され、翌1937年（昭和12年）10月に竣工した旧建物は逓信省経理局営繕課・山田守の設計によるモダニズム建築で、映画『暖流』の舞台ともなった。第二次世界大戦中の1945年（昭和20年）5月に行われた空襲では本館外来の一部及び院内郵便局が焼失した。戦後も増築されるなどしながら維持されたが、ついには建て替えられた。

## 標榜診療科
- 内科
- 内分泌・代謝内科
- 血液内科
- 神経内科
- 循環器内科
- 腎臓内科
- 消化器内科
- 呼吸器内科
- 感染症内科
- 精神科
- 外科
- 消化器外科
- 呼吸器外科
- 脳神経外科
- 整形外科
- 婦人科
- 小児科
- 眼科
- 皮膚科
- 形成外科
- 泌尿器科
- 耳鼻咽喉科
- 放射線科
- リハビリテーション科
- 麻酔科
- 緩和ケア内科
- 歯科口腔外科
- 救急科
- 病理診断科

## 医療機関の指定等
- 保険医療機関
- 救急告示医療機関
- 休日・全夜間診療事業実施医療機関（内科系、外科系）
- 労災保険指定医療機関
- 指定自立支援医療機関（更生医療）
- 精神保健指定医の配置されている医療機関
- 生活保護法指定医療機関
- 結核指定医療機関
- 原子爆弾被害者一般疾病医療取扱医療機関
- 臨床研修指定病院
- DPC対象病院
- 自家培養軟骨使用認定施設

## 会計
- クレジットカード（5社）・デビットカードの取扱がある[6]。

## 院内施設
いずれも診療棟1階にある。
- JPローソン 東京逓信病院[7][8] - 年中無休、営業時間は7時30分から22時まで
- カフェ・ド・クリエ 東京逓信病院[9][10] - 2011年4月1日、正面玄関脇にオープン
- レストラン・喫茶[11]
- ヘアーガーデンハートウィル東京逓信病院店（医療向けウィッグ取扱い店）2025年5月1日にオープン[12]
- ゆうちょ銀行ATM - ゆうちょ銀行本店 東京逓信病院内出張所[13][14]

また、当院は逓信省開設の病院である経緯から、かつては院内に麹町郵便局東京逓信病院分室が設置されていたが、2014年7月25日に営業を終了、翌日（7月26日）付で廃止された。分室廃止に伴い、ゆうちょ銀行ATMが一時撤去されたが、2か月後の9月30日に再設置されている。

## 交通
病院公式サイトも参照
- JR総武線 飯田橋駅西口より徒歩5分
- 東京メトロ有楽町線・南北線 飯田橋駅B2a出口より徒歩6分
- 東京メトロ東西線・都営地下鉄大江戸線 飯田橋駅A4出口より徒歩9分
- 千代田区｢風ぐるま｣ 麹町ルート/富士見・神保町ルート 東京逓信病院バス停（診療棟玄関前）

## 出産した有名人
- 松田聖子

## 誕生した有名人
- 神田沙也加